# Columbus (Kansas)
Pour les articles homonymes, voir Columbus.
La ville de Columbus est le siège du comté de Cherokee, situé dans le Kansas, aux États-Unis.